# Lestrimelitta rufipes
Lestrimelitta rufipes är en biart som först beskrevs av Heinrich Friese 1903.  Lestrimelitta rufipes ingår i släktet Lestrimelitta och familjen långtungebin. Inga underarter finns listade i Catalogue of Life.